# Chris Tucker
Christopher «Chris» Tucker (Atlanta, 31 de agosto de 1971) es un actor y humorista estadounidense conocido por sus interpretaciones del detective James Carter en la trilogía Rush Hour junto a Jackie Chan, Smokey en la película Friday y Danny en Silver Linings Playbook.

## Primeros años
Tucker nació en Atlanta, Georgia, siendo el hijo más joven de Mary Louise y Norris Tucker. Su madre estuvo estrechamente ligada al trabajo en la iglesia, y su padre era un hombre de negocios independiente, dueño de una compañía de servicios de limpieza. Tucker fue criado en Decatur, Georgia.
Luego de su graduación en la Universidad de Columbia, Tucker se trasladó a Los Ángeles, buscando iniciar su carrera como actor.

## Carrera

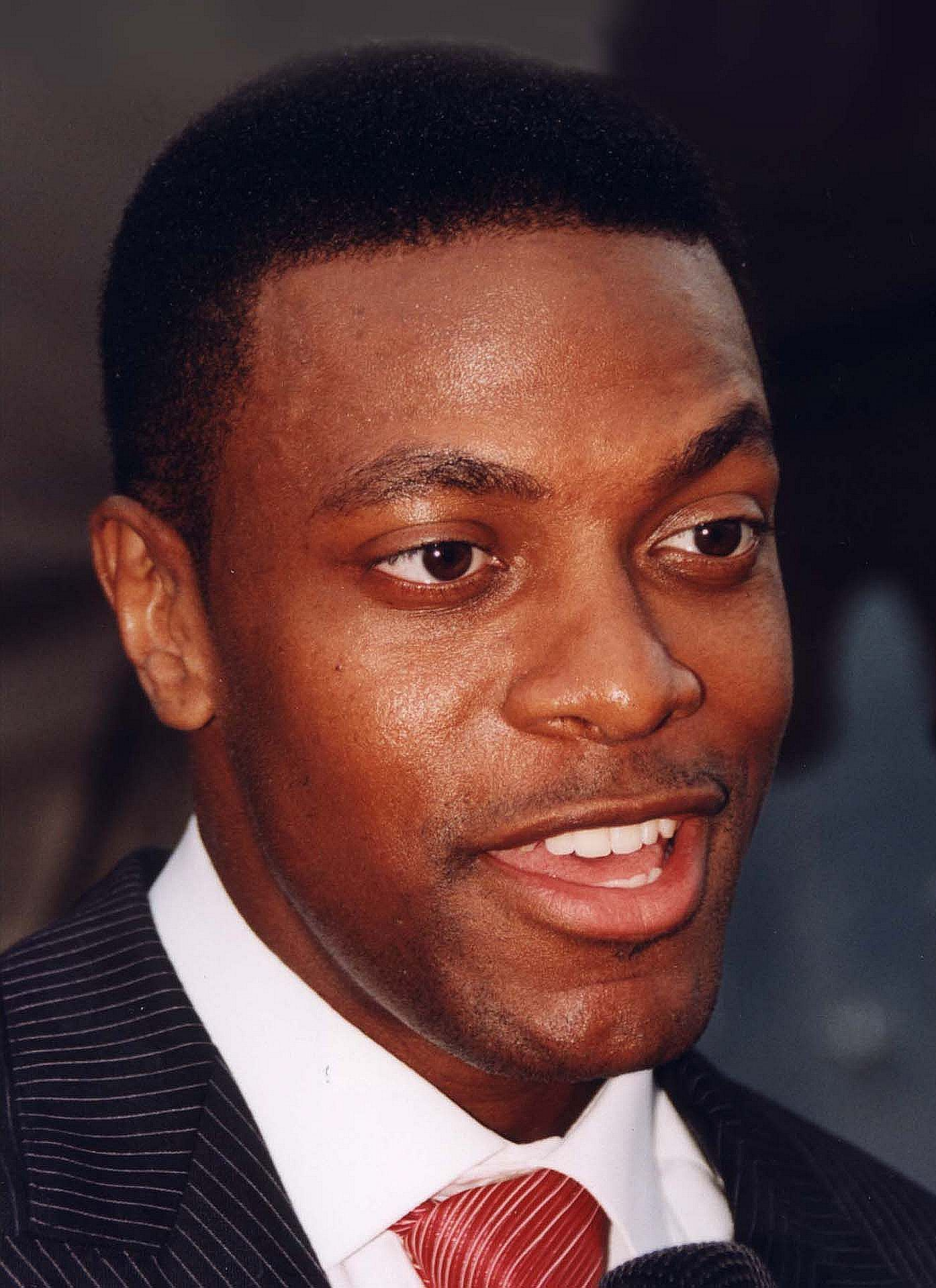
Chris Tucker en Washington D. C. - 26 de agosto de 2000

Durante 1992, Chris Tucker fue un invitado frecuente en el programa Def Comedy Jam, y aunque su debut en el cine fue en la película House Party 3, su primer papel principal fue junto al rapero Ice Cube en la película Friday de 1995. 
Durante 1996 participó en el videoclip de la canción California Love interpretada por Tupac Shakur y Dr. Dre. Al año siguiente coprotagonizó con Charlie Sheen la película Money Talks y trabajó al lado de Bruce Willis y Milla Jovovich en el filme El quinto elemento. 
En 1998, protagonizó Rush Hour, película que mezcla comedia y acción con artes marciales, y sus secuelas, Rush Hour 2 y Rush Hour 3, en las que compartió la pantalla con Jackie Chan encarnando al detective James Carter. Al darse cuenta del éxito de la primera película de la serie, Tucker solicitó U$20 millones para su continuidad en Rush Hour 2; la película obtuvo un enorme éxito. La otra estrella, Jackie Chan, recibió U$15 millones y un porcentaje de las ganancias.
Pese a haber participado en bastantes películas al inicio de su carrera, Tucker sólo ha hecho tres apariciones en la pantalla grande desde 1998, todas ellas como el detective James Carter. La carrera artística de Tucker es inusual, pues aunque ha tenido relativamente pocas apariciones estelares, ya es miembro del club no oficial "U$20 millones por película", junto a actores como Brad Pitt, Denzel Washington, Tom Cruise y Will Smith. Chris firmó un contrato de dos películas con New Line Cinema por 40 millones de dólares para protagonizar Rush Hour 3 y Mr S.: My Life with Frank Sinatra (Sinatra). También debe recibir el veinte por cien de las ganancias contra su sueldo de la tercera parte de Rush Hour.
Tucker no retomó su papel de Smokey en Next Friday (2000) pues se convirtió al cristianismo después de grabar Money Talks en 1997. Asimismo participó en el vídeo de la canción You Rock My World de Michael Jackson.
El 13 de febrero de 2009, Tucker participó en el partido de celebridades del All-Star Weekend de la NBA, junto con el rapero Master P, los integrantes del Salón de la fama de la NBA Clyde Drexler y Dominique Wilkins, el receptor abierto de los Vaqueros de Dallas Terrell Owens y cuatro integrantes de los Harlem Globetrotters.
En 2015 cooperó con Netflix para crear un especial de 1 hora de un show Stand Up en vivo. El especial fue llamado Chris Tucker Live, y se estrenó el 10 de julio en exclusiva para el servicio de streaming.

## Filmografía

### Cine
| Año  | Título                          | Personaje              | Director          | Notas                       |
| ---- | ------------------------------- | ---------------------- | ----------------- | --------------------------- |
| 1993 | The Meteor Man                  | MC in mall             | Robert Townsend   | Cameo sin acreditar         |
| 1994 | House Party 3                   | Johnny Booze           | Eric Meza         |                             |
| 1995 | Friday                          | Smokey                 | F. Gary Gray      |                             |
| 1995 | Panther                         | Guardavida             | Mario Van Peebles |                             |
| 1995 | Dead Presidents                 | Skip                   | Albert Hughes     |                             |
| 1997 | El quinto elemento              | Ruby Rhod              | Luc Besson        |                             |
| 1997 | Money Talks                     | Franklin Hatchett      | Brett Ratner      | También Productor ejecutivo |
| 1997 | Jackie Brown                    | Beaumont Livingston    | Quentin Tarantino |                             |
| 1998 | Rush Hour                       | Detective James Carter | Brett Ratner      | Coprotagonista              |
| 2001 | Rush Hour 2                     | Detective James Carter | Brett Ratner      | Coprotagonista              |
| 2007 | Rush Hour 3                     | Detective James Carter | Brett Ratner      | Coprotagonista              |
| 2012 | Silver Linings Playbook         | Danny McDaniels        | David O. Russell  |                             |
| 2016 | Billy Lynn's Long Halftime Walk | Albert                 | Ang Lee           |                             |
| 2023 | Air                             | Howard Whited          | Ben Affleck       | Recurrente                  |
| TBA  | Rush Hour 4                     | Detective James Carter | Brett Ratner      | Coprotagonista              |

### Televisión
| Año  | Título              | Personaje | Director    | Notas             |
| ---- | ------------------- | --------- | ----------- | ----------------- |
| 2015 | Chris Tucker – Live | Él mismo  | Phil Joanou | También Guionista |

### Videos musicales
| Year | Title                      | Artist                                          |
| ---- | -------------------------- | ----------------------------------------------- |
| 1994 | Nuttin' But Love (Heavy D) | Heavy D & the Boyz                              |
| 1995 | Keep Their Heads Ringin'   | Dr. Dre                                         |
| 1995 | California Love            | Tupac Shakur featuring Dr. Dre & Roger Troutman |
| 1997 | Feel So Good               | Mase                                            |
| 2001 | You Rock My World          | Michael Jackson                                 |
| 2005 | Shake It Off               | Mariah Carey                                    |
| 2021 | Love One Another           | Tito Jackson                                    |

## Premios

### Premios MTV Movie
| Año  | Categoría                                    | Película    | Resultado |
| ---- | -------------------------------------------- | ----------- | --------- |
| 1996 | Mejor Actuación Cómica                       | Friday      | Nominado  |
| 1996 | Mejor Actuación Revelación                   | Friday      | Nominado  |
| 1996 | Mejor Dúo en la Pantalla(con Ice Cube)       | Friday      | Nominado  |
| 1999 | Mejor Dúo en la Pantalla(con Jackie Chan)    | Rush Hour   | Ganador   |
| 1999 | Mejor Actuación Cómica                       | Rush Hour   | Nominado  |
| 1999 | Mejor Pelea(con Jackie Chan)                 | Rush Hour   | Nominado  |
| 2002 | Mejor Pelea (con Jackie Chan)                | Rush Hour 2 | Ganador   |
| 2002 | Mejor Dúo en la Pantalla(con Jackie Chan)    | Rush Hour 2 | Nominado  |
| 2002 | Mejor Actuación Cómica                       | Rush Hour 2 | Nominado  |
| 2008 | Mejor Pelea(con Jackie Chan & Sun Ming Ming) | Rush Hour 3 | Nominado  |